# Den blomstertid (TV-serie)
Den blomstertid är en svensk musikserie från 2023 som hade premiär på SVT och SVT Play den 14 februari 2023. Serien är producerad av produktionsbolaget Tomma tunnor. Första säsongen består av sex avsnitt.

## Handling
Serien beskrivs som musikprojekt för att se om musik kan göra den ofta tuffa högstadietiden lite enklare. Artisterna Tusse och Linnea Henriksson ska under serien gång guida högstadieelever i Stockholm att tillsammans arrangera en konsert till skolavslutningen. Många av eleverna har aldrig spelat ett instrument men de övar hårt och skriver egna låtar.

## Medverkande
Förutom Tusse och Linnea får eleverna under serien stöd av bland andra Jelassi, Nause, Tensta Gospel Choir och Nassim Al Fakir.